# Enjolras
Enjolras è il carismatico leader degli Amici dell'ABC nel romanzo del 1862 di Victor Hugo Les Misérables.

## Enjolras nel romanzo
Enjolras nel romanzo viene sempre descritto come un giovane di grande bellezza, caratteristica che l'autore fa risaltare in molte parti del romanzo. Enjolras è il leader degli Amici dell'ABC, un gruppo di studenti universitari rivoluzionari. Enjolras è repubblicano, crede fermamente nella libertà, nell'uguaglianza e nella democrazia, ideali che lo portano spesso a contrapporsi al bonapartista Marius Pontmercy. Il suo motto è «patria o morte!».
Tutte queste caratteristiche lo rendono l'esatto opposto di Grantaire, personaggio cinico e che non crede in nessun valore. Tuttavia Grantaire, nonostante le grandi differenze, ama Enjolras e lo considera come «un dio greco».

### 5 giugno 1832
Durante il funerale del generale Lamarque, i soldati di Luigi Filippo vengono mandati nelle piazze a controllare la manifestazione; tuttavia, alcuni di questi soldati sparano colpi di avvertimento, che scatenano la rabbia della folla. Enjolras e i suoi amici dell'ABC innalzano velocemente una barricata davanti al cafè di Rue de Chanvrerie, il Corinthe, e si preparano alla lotta.
Enjolras si rivela essere un capo severo ed energico. Ad esempio, quando Gavroche - che morirà davanti alla barricata - scopre che tra i volontari unitisi a loro c'è anche la spia Javert e lo denuncia prontamente ad Enjolras, il giovane fa imprigionare l'infiltrato. In seguito, quando uno dei suoi compagni, ubriaco, spara a un innocente, Enjolras lo giustizia con un colpo alla tempia.
Mentre i compagni piangono il defunto Mabeuf, Enjolras decide cosa fare di Javert e decide quindi di tenerlo in ostaggio. Accortosi della situazione disperata, Enjolras manda cinque dei suoi uomini più giovani lontano dalle barricate, sapendo che loro sarebbero stati presto sopraffatti. Intanto, quando Jean Valjean si unisce a loro come volontario, Enjolras gli concede di poter eliminare di persona la spia Javert, su richiesta dello stesso Valjean. Valjean, in verità, non uccide Javert, bensì lo libera e lo lascia fuggire.

### La morte
Presa la barricata, la lotta tra gli insorti e le Guardie Nazionali continua dentro al Corinthe. Mentre gli ultimi insorti riescono a rifugiarsi alla sommità dell'edificio, ad affrontare le guardie quando queste irrompono al primo piano rimane solo Enjolras, armato solo di un pezzo di carabina rotta. "Fucilatemi" dice fieramente offrendo il petto alle guardie che, avendolo riconosciuto come capo della sommossa, sono intenzionati a giustiziarlo sul posto, e getta via il mozzicone di arma che gli è rimasto. La fierezza con cui affronta la morte e il suo aspetto incantevole (nonostante la deprivazione di sonno e il digiuno della giornata sulla barricata) ammutoliscono e fanno esitare per un attimo il plotone; un soldato abbassa il fucile dicendo "Mi sembra di fucilare un fiore!", e un ufficiale gli offre di essere bendato per l'esecuzione, offerta che Enjolras rifiuta con decisione.
Nel frattempo il silenzio fattosi attorno ad Enjolras sveglia Grantaire, che aveva mancato l'intera insurrezione essendo sprofondato nel sonno, in un angolo della sala, a causa dell'alcool. Svegliandosi capisce di colpo, in un lampo di lucidità, quanto accaduto nelle ultime 48 ore, e vedendo Enjolras, l'uomo che lui "amava, venerava e adorava", sul punto di essere fucilato, si alza, grida "Viva la repubblica! Ci sono anch'io" alle guardie che l'avevano ignorato, attraversa la sala e si para davanti ai fucili accanto ad Enjolras, chiedendo di poter morire accanto a lui. Vengono fucilati mentre Enjolras gli stringe la mano e gli sorride (primo e ultimo gesto amichevole verso un uomo che aveva sempre disprezzato per il suo cinismo e la sua ubriachezza, e che adesso è venuto a morire al suo fianco); Enjolras rimane inchiodato alla parete dai proiettili, Grantaire cade abbattuto ai suoi piedi.

## Enjolras nel musical
Enjolras è presente anche nell'omonimo musical di Claude-Michel Schönberg. Il suo personaggio subisce una leggera modifica rispetto a come era presentato nel romanzo.

### Somiglianza e differenze con il romanzo
Nel musical, Enjolras rimane il leader del gruppo dell'ABC e degli studenti rivoluzionari. Qui, Enjolras appare intimo e molto amico con Marius Pontmercy, mentre nel libro i due avevano spesso grandi diatribe a causa dei diversi ideali politici. Nel musical Enjolras a volte rimprovera Marius perché si lascia spesso distrarre dal suo amore per Cosette, ma per il resto il ragazzo appare come una figura di fratello maggiore per il giovanissimo Marius.
Dopo la morte del generale Lamarque, Enjolras chiama a raccolta gli studenti e costruiscono insieme le prime barricate. Durante la prima battaglia Enjolras viene quasi ucciso da un membro della guardia nazionale, ma viene salvato da un fortuito intervento di Valjean. Per ringraziarlo, Enjorlas concede a Valjean di poter uccidere la spia Javert. Valjean, in verità, non uccide Javert, bensì lo libera e lo lascia fuggire via, così come nel libro. Infine, Enjolras non viene fucilato insieme a Grantaire come nel romanzo, ma colpito da numerosi proiettili mentre sventola fieramente la bandiera rossa che simboleggia la rivoluzione.
Questo gesto, nel romanzo, venne compito dal personaggio di Monsieur Mabeuf, ma nel musical la parte che si svolge alle barricate viene semplificata e modificata per essere più scorrevole.
Nell'intero libretto del musical, il nome di Enjolras non viene mai nominato, probabilmente a causa della difficoltà della pronuncia. Tuttavia, nell'incisione del musical nota come “Complete Symphonic Recording”, il nome viene pronunciato all'inizio della sequenza dell'ABC Café, così come nel Revival Parigino del 1991 e nel concerto del 25º anniversario del musical. In questi casi la J del nome è stata pronunciata all'inglese, e non secondo le regole di fonetica francesi.

### Canzoni
Enjolras canta le seguente canzoni nel musical:
- Look Down/The Streets (intitolata Donnez, Donnez nell'originale francese)
- The ABC Café / Red and Black (intitolata Rouge et Noir nell'originale francese)
- Do You Hear the People Sing? (intitolata A La Volonté du Peuple nell'originale francese)
- One Day More (intitolata Demain nell'originale francese)
- At the Barricade (Upon These Stones) (intitolata  La Première Attaque nell'originale francese)
- At the Barricade (Upon These Stones) (intitolata Rouge et Noir nell'originale francese)
- Javert's Arrival
- Little People
- Night of Anguish (Intitolata L'Aube Du 6 Juin nell'originale francese)
- Dawn of Anguish
- The Second Attack (Death of Gavroche) (intitolata  La Mort De Gavroche nell'originale francese)
- The Final Attack
- Finale (intitolata Epilogue: La Lumière nell'originale francese)

## Interpreti

### Negli adattamenti cinematografici
- Jean Angelo, nel film 1913
- Paul Guidé, nell'adattamento del 1925
- Robert Vidalin, adattamento del 1934
- John Carradine, adattamento del 1935
- Ugo Sasso, adattamento del 1948
- Serge Reggiani, adattamento del 1958
- Claudio Sora, adattamento del 1968
- Jean-Luc Boutté, adattamento del 1972
- Héctor Bonilla, adattamento del 1973
- Timothy Morand, adattamento del 1978
- Hervé Furic, adattamento del 1982
- Michael Maguire, 1995 Concert
- Lennie James, adattamento del 1998
- Steffen Wink, adattamento del 2000
- Aaron Tveit, adattamento cinematografico del musical 2012
- Joseph Quinn, adattamento televisivo del 2018

### Nel musical
- Michel Sardou, produzione originale francese
- Christian Rattelin, produzione originale francese
- David Burt, produzione originale inglese, 1985
- Michael Cantwell, London 1985
- Michael Maguire, Cast originale di Broadway, 10th Anniversary Concert
- Anthony Warlow, Original Australian Cast 1987, Complete Symphonic Recording
- Joseph Kolinski, Broadway 1988, 1990
- Alexander Diepold, cast originale austriaco di Vienna 1988
- Todd Waite, Original Canadian Cast 1989
- Joe Locarro, Broadway 1990
- Danny de Munck cast originale tedesco 1991
- Julien Combey, Paris Revival 1991
- Enrique R. del Portal, Madrid 1992-1994
- Joe Mahowald, Broadway 1992
- Lawrence Anderson, Broadway 1992
- Tomáš Trapl, Cast originale di Praga, 1993
- Ron Bohmer, Broadway 1994
- Gary Mauer, Broadway 1996, 1999
- Martin Berger, Cast originale tedesco 1996
- Robert Aaron Tesoro, Broadway 1996
- Brian Herriott, Broadway 1997
- Paul Avedesian, Broadway 1997
- Stephen R. Buntrock, Broadway 1997, 1999
- Christopher Mark Peterson, Broadway 1999, 2002, 2003
- Ben Davis, Broadway 2001
- David Gagnon, Broadway 2002
- Dean Collinson, Danish Tour Cast 2003-2004
- Aaron Lazar, Revival di Broadway del 2006
- Max von Essen, Broadway Revival 2006
- Freek Bartels, Cast tedesco, 2008
- Kevin Houle, Québec City Cast 2008-2010
- Tom Lowe, Hollywood Bowl Concert 2008
- John Martin Bengtsson, Det Ny Teater, Danimarca, 2009
- David Thaxton, Londra 2008-2010
- Killian Donnelly, Londra 2010-2011
- Ramin Karimloo, 25th Anniversary Concert, Cast londinese 2004-2005
- Jon Robyns, 25th Anniversary UK Tour 2010
- Jeremy Hays, 25th Anniversary US Tour 2010
- Daniel Diges, Madrid Revival 2010
- Niall Sheehy, Londra 2013
- Kyle Scatliffe, Broadway 2013
- Hyoie O'Grady, Londra 2017